# Język yaur
Język yaur (a. jaur) – język austronezyjski używany w prowincji Papua w Indonezji. Według danych szacunkowych z 1978 r. (SIL International) posługuje się nim 350 osób.
Społeczność etniczna Yaur zamieszkuje tereny na zachód od Iresim. W publikacji Peta Bahasa odnotowano, że obszar tego języka obejmuje wsie: Akudiomi (Kwatisore), Yaur, Napan Yaur i Bawei (kabupaten Nabire). 
W publikacji Ethnologue odnotowano spadek jego użycia (jest wypierany przez inne języki). 
Jest jednym z nielicznych tonalnych języków austronezyjskich.